# Liste der Monuments historiques in Jungholtz
Die Liste der Monuments historiques in Jungholtz führt die Monuments historiques in der französischen Gemeinde Jungholtz auf.

## Liste der Bauwerke
| Bezeichnung                      | Beschreibung | Standort                              | Kennzeichnung | Schutzstatus   | Datum     | Bild           |
| -------------------------------- | --- | ------------------------------------- | ------------- | -------------- | --------- | -------------- |
| Jüdischer Friedhof               | 1655 im ehemaligen Burggraben angelegt | Rue des Tuiles, rue du Château (Lage) | PA00085770    | Inscrit Classé | 1991 1995 | weitere Bilder |
| Kirche Notre-Dame de Thierenbach | Wallfahrtskirche, zwischen 1717 und 1723 erbaut, Entwurf Peter Thumb; im Chorraum und den Apsiden Wandgemälde von Martin von Feuerstein, zwischen 1891 und 1911 | Thierenbach (Lage)                    | PA00085469    | Inscrit Classé | 1982      | weitere Bilder |

## Liste der Objekte
| Bezeichnung                                                    | Beschreibung | Standort                                       | Kennzeichnung | Schutzstatus   | Datum | Bild           |
| -------------------------------------------------------------- | --- | ---------------------------------------------- | ------------- | -------------- | ----- | -------------- |
| Gemälde Der heilige Ludwig im Gebet                            | Ölfarbe auf Leinwand, maroufliert, Anfang des 19. Jahrhunderts | in der Kirche Notre-Dame de Thierenbach (Lage) | PM68001078    | Inscrit        | 1981  |                |
| Hauptaltar                                                     | Altartisch, Tabernakel, Retabel, Gemälde, zwei Reliefs und zwei Skulpturengruppen; Marmor, Holz, farbig gefasst und vergoldet, sowie Ölfarbe auf Leinwand; Bildhauerarbeiten 1911 von Théophile Klem, Altarbild 1846 von Henri Beltz (nach Nicolas Poussin) | in der Kirche Notre-Dame de Thierenbach (Lage) | PM68000129    | Classé         | 1981  | weitere Bilder |
| Altarkreuz und sechs Altarleuchter                             | auf dem Hauptaltar; Bronze, vergoldet, 1911 aus der Werkstatt von Théophile Klem | in der Kirche Notre-Dame de Thierenbach (Lage) | PM68000452    | Classé         | 1981  |                |
| Pietà                                                          | Holz, farbig gefasst und vergoldet, um 1500 | in der Kirche Notre-Dame de Thierenbach (Lage) | PM68000460    | Classé         | 1981  | weitere Bilder |
| Kirchenbänke                                                   | Holz und Gusseisen, vergoldet, um 1900 | in der Kirche Notre-Dame de Thierenbach (Lage) | PM68001082    | Inscrit        | 1981  |                |
| Altar der armen Seele im Fegefeuer                             | Altartisch, Retabel und zwei Gemälde; Stein, Stuck und Holz, farbig gefasst und vergoldet, sowie Ölfarbe auf Leinwand, 1738 (oder um 1800?) | in der Kirche Notre-Dame de Thierenbach (Lage) | PM68000454    | Classé         | 1981  | weitere Bilder |
| Altar unsrer lieben Frau von Thierenbach                       | ehemaliger Hauptaltar; Altartisch und Retabel; Holz, farbig gefasst und vergoldet, 1725 | in der Kirche Notre-Dame de Thierenbach (Lage) | PM68000455    | Classé         | 1981  | weitere Bilder |
| Gemälde Der gekreuzigte Christus wird von den Engeln angebetet | Ölfarbe auf Leinwand, vergoldeter Holzrahmen, Ende des 17. Jahrhunderts (nach Charles Le Brun) | in der Kirche Notre-Dame de Thierenbach (Lage) | PM68000457    | Classé         | 1981  |                |
| Kanzel                                                         | Holz, farbig gefasst und vergoldet,1724 | in der Kirche Notre-Dame de Thierenbach (Lage) | PM68000456    | Classé         | 1981  | weitere Bilder |
| Votivbild Pietà                                                | Ölfarbe auf Leinwand, 1915 von Martin von Feuerstein | in der Kirche Notre-Dame de Thierenbach (Lage) | PM68000462    | Classé         | 1981  |                |
| Pietà                                                          | Wallfahrtsbild; Holz, farbig gefasst, vermutlich vom Anfang des 15. Jahrhunderts | in der Kirche Notre-Dame de Thierenbach (Lage) | PM68000672    | Classé         | 1981  |                |
| Gemälde Kreuzigungsgruppe                                      | Ölfarbe auf Leinwand, vergoldeter Holzrahmen, 1620 von Johann Anton Neysser (nach Hans von Aachen) | in der Kirche Notre-Dame de Thierenbach (Lage) | PM68000458    | Classé         | 1981  |                |
| Vier Heiligenskulpturen                                        | Holz, farbig gefasst und vergoldet, Ende des 15. Jahrhunderts | in der Kirche Notre-Dame de Thierenbach (Lage) | PM68000459    | Classé         | 1981  |                |
| 19 Votivbilder                                                 | Ölfarbe auf Leinwand, Holzrahmen, zwischen 1800 und 1866 | in der Kirche Notre-Dame de Thierenbach (Lage) | PM68000463    | Classé         | 1981  | weitere Bilder |
| Vier Gemälde aus dem Marienleben                               | in die Wandverkleidung des Chorraums eingebaut; Ölfarbe auf Leinwand, 1727 | in der Kirche Notre-Dame de Thierenbach (Lage) | PM68000464    | Classé         | 1982  |                |
| Chorbänke und Wandverkleidung                                  | mit einer Konsole und 16 Gemälden; Holz, farbig gefasst und vergoldet, sowie Ölfarbe auf Leinwand; Holzarbeiten um 1726, Gemälde 1844 von Henri Beltz, Konsole vermutlich aus der zweiten Hälfte des 19. Jahrhunderts                                       | in der Kirche Notre-Dame de Thierenbach (Lage) | PM68000453    | Classé Inscrit | 1981  |                |
| Votivbild Heilung des Ignaz Ditterle                           | Ölfarbe auf Leinwand, Holzrahmen, 1680 | in der Kirche Notre-Dame de Thierenbach (Lage) | PM68000461    | Classé         | 1981  |                |
| Kelch, Patene und zwei Kännchen                                | Glas, Ende des 18. Jahrhunderts | in der Kirche Notre-Dame de Thierenbach (Lage) | PM68000530    | Classé         | 1990  |                |
| Gemälde Kreuzigung                                             | Ölfarbe auf Leinwand, 18. Jahrhundert | in der Kirche Notre-Dame de Thierenbach (Lage) | PM68001079    | Inscrit        | 1981  |                |
| Herz-Jesu-Altar                                                | Altar, Retabel und Skulptur, um 1800 | in der Kirche Notre-Dame de Thierenbach (Lage) | PM68001080    | Inscrit        | 1981  |                |
| Josephsaltar                                                   | Altar, Retabel und Skulptur, um 1800 | in der Kirche Notre-Dame de Thierenbach (Lage) | PM68001081    | Inscrit        | 1981  |                |